# امتصاص (هضم)

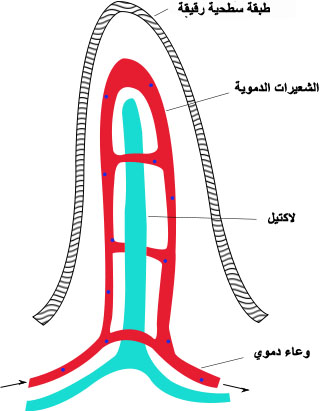
تركيب الزغبة المعوية

الامتصاص وهو انتقال نواتج الهضم إضافة للماء والشوارد المعدنية والفيتامينات من الوسط الخارجي المتمثل في الدم واللمف عبر خلايا متخصصة والزغابات المعوية، (تجويف خارجي) إلى الدم (وسط داخلي). وهي خطوات يمكن تعميمها على أي قناة هضمية. وفي الواقع، فهي تتم في الأمعاء الدقيقة فقط. ويرجع السبب في ذلك إلى تكوين الجسم، فاختلافاته (ثناياه والزغب الذي به) تجعل من الأمعاء أكبر مساحة امتصاص (200 مرة أكبر من أي سطح أملس، ما يقرب من 300 مترا)
ويمكن أن يحدث الامتصاص في إتجاه جهازين تصريف، فكل زغبة معوية لها شبكة من الشعيرات الدموية (شريان – وريد) ومرابض أي قناة على نفس محور الزغبات المعوية متصل بالشبكة الليمفاوية. ومن ناحية الامتصاص، فلكل من هذين النظامين خواصه ومميزاته.

## دور الجهاز الدموي
يصرف كل الجزيئات القابلة للذوبان في الماء (الماء، المواد المعدنية، السكريات، الجلسرين، الأحماض الأمينية، القواعد الآزوتية، الفيتامينات) بالإضافة إلي الأحماض الدهنية الحرة والتي تحتوي على سلسلة كربونية قصيرة (10 ذرات كربون علي الأكثر)
ويكون مرور الماء وكذلك بعض الأيونات المعدنية سلبيا. ولكن بالنسبة لمعظم الجزيئات وبعض الأيونات مثل الصوديوم، فيتم مرورها عبر جزيئات «ناقلة» والتي يتطلب عملها تشغيل أنظمة معقدة تستلزم طاقة تأتي من جزيئات ثلاثي فوسفات الأدينوسين. وهذه الجزيئات الناقلة توجد منها أنواع خاصة لكل نوع من الجزيئات المراد نقلها. وتعتمد أحيانا على جود جزيئات أخرى تعاونها لإتمام عملها. فنقل الجلوكوز مثلا يكون أكثر سرعة في وجود الصوديوم، ونقل الكالسيوم لا يمكن أن يتم إلا في وجود فيتامين د.
وحين تصل الجزيئات إلي شبكة الشعيرات بالزغبات المعوية، تتبع المسار الدموي الذي يسمح بوصلها عبر الطريق البابي إلي الكبد، ومن الكبد عبر وريد التجويف الداخلي إلي الأذين الأيمن.

## دور الجهاز الليمفاوي
يصرف كل الجزيئات القابلة للذوبان في الدهون مثل الأحماض الدهنية ذات السلسلة الكربونية الطويلة، والجلسرين. وتدخل إلي الخلية الظهارية على هيئة مركبات مستحلبة مع الأملاح الصفراوية.
وفي داخل الخلية تتحرر الأملاح الصفراوية وتتجمع الدهون على هيئة دوائر مع البروتين الدهني وتخرج من الخلية الظهارية لتصل إلى المرابض المركزي حيث يتكون مع الماء سائلا لبنيا: الكليوس، وتلتقي كلها في خزان لتلحق بالجهاز الدموي عند وريد التجويف العلوي عبر القناة الصدرية.
أما عن الأملاح الصفراوية فإنها بعد تحريرها في الخلية الظهرية، تمر في الدم مرة أخرى إلى المرارة.